# Thomas Grebner
Thomas Grebner SJ  (* 1. Juli 1718 in Mergentheim; † 19. Mai 1787 in Würzburg) war ein deutscher Jesuit, Philosoph und Kirchenhistoriker.

## Leben
Thomas Grebner war ein Sohn von Johannes Rudolph Grebner. Er erhielt seine wissenschaftliche Ausbildung an der Universität Würzburg, an der er seit Dezember 1734 studierte und im Juni 1736 die Magisterwürde in Philosophie erlangte. Im Mai 1736 trat er in Mainz in den Jesuitenorden ein. Danach nahm er ein Studium in Theologie auf und wirkte ab 1740 eine Zeit lang als Lehrer in Fulda. 1751 legte er die Ewige Profess ab und wurde im selben Jahr als ordentlicher Professor der Philosophie nach Heidelberg berufen. 1754 kam er in gleicher Eigenschaft an die Universität Würzburg. Schon 1755 wurde ihm dort der Lehrstuhl für Kirchengeschichte übertragen, der durch den Tod Hadrian Daudes vakant war. Fortan arbeitete er hauptsächlich auf diesem Gebiet. Ferner unterrichtete er in der Abtei Oberzell. 1787 starb er im Alter von 69 Jahren in Würzburg.

## Werk
Unter Grebners geschichtlichen Werken ist das umfassendste sein Compendium historiae universalis et pragmaticae Romani imperii et ecclesiae christianae, regnorum ac provinciarum … (3 Bände, Würzburg, 1757–1764). Der erste Band ist ein Auszug aus einer größeren Weltgeschichte Daudes. Umfassende Gelehrsamkeit und ein Geschick für übersichtliche Anordnung des ausgedehnten Stoffes sind die Vorzüge dieser fleißigen Arbeit. Außerdem ist sie für Ostfranken durch Behandlung der fränkisch-würzburgischen Geschichte in eigenen, sorgfältig bearbeiteten Abschnitten wertvoll. Auch nach einer anderen Richtung hin beschäftigte sich Grebner mit der Vergangenheit dieses Landes, nämlich mit der Geschichte des fränkisch-würzburgischen Münzwesens. Eine von ihm niedergeschriebene umfassende Geschichte dieses Gebiets, bereits druckfertig gestellt, wurde wegen ungünstiger Schicksale nicht veröffentlicht.  Lange Zeit galt sie als verschollen, fand sich jedoch später in einer Abschrift in Würzburg wieder vor. Sie ist besonders in den späteren Teilen quellenmäßig gearbeitet.
Einigen bleibenden Wert haben auch Grebners historische Untersuchungen über die Geschichte der in Würzburg abgehaltenen Konzile (Dissertatio historica de conciliis nationis Germanicae Wirceburgi in Franci orientali celebratis, Würzburg 1757), über die Geschichte der Abtei Oberzell im Bistum Würzburg (Expositio de ortu et progressu Cellae superioris, Würzburg 1759) und über die ursprüngliche Gestaltung der deutschen Kirche (Germania sacra in primitivo statu ecclesiae …, Würzburg 1767). Bei letztgenanntem Werk ist freilich der Standpunkt, von dem der Verfasser ausgeht, als der richtige vorauszusetzen. Grebner schrieb auch ein Handbuch über Ethik und Naturrecht (Philosophia moralis sive Ethica et ius naturae, Würzburg 1755).